# Ходање 50 километара
Ходање на 50 километара је атлетска олимпијска дисциплина за мушкарце. У програму је олимпијских игара од 1932. (са изузетком 1976). Код ходања је неопходно да једно стопало увек буде у контакту са тлом. Ово правило контролишу судије у току такмичења.
Најуспешнији такмичар у историји ове дисциплине је Пољак Роберт Кожењовски који је три пута тријумфовао на олимпијским играма (1996, 2000. и 2004) и три пута на светским првенствима (1997, 2001. и 2003).
Код ходања је неопходно да једно стопало увек буде у контакту са тлом. Ово правило контролишу судије у току такмичења.
Светски рекорд код мушкараца држи Јоан Диниз из Француске са временом 3:32:33 (три сата, 32 минуте, 33 секунде) оствареним у Цириху 15. августа 2014. Светски рекорд код жена држи Јелена Лашманова из Русије са временом 3:50:42 оствареним у Воронову 5. септембра 2020.
Рекорд Србије код мушкараца држи Александар Раковић са временом 3:48:01 оствареним у Мезидону 2. маја 1999. Рекорд Србије код жена држи Душица Топић са временом 4:30:43 оствареним у Берлину 7. августа 2018.

## Листа 10 најбољих остварења атлетичара у дисциплини 50 километара ходање
Стање на дан 14. новембар 2024.
| Позиција | Време   | Име               | Земља      | Датум             | Место     |
| -------- | ------- | ----------------- | ---------- | ----------------- | --------- |
| 1        | 3:32:33 | Јоан Диниз        | Француска  | 15. август 2014.  | Цирих     |
| 2        | 3:34:14 | Денис Нижегородов | Русија     | 11. мај 2008.     | Чебоксари |
| 3        | 3:34:38 | Матеј Тот         | Словачка   | 21. март 2015.    | Дудинце   |
| 4        | 3:35:47 | Нејтан Дикс       | Аустралија | 2. децембар 2006. | Џилонг    |
| 5        | 3:36:03 | Роберт Кожењовски | Пољска     | 27. август 2003.  | Париз     |
| 6        | 3:36:04 | Алекс Швацер      | Италија    | 11. фебруар 2007. | Росињано  |
| 7        | 3:36:06 | Ју Чаохонг        | Кина       | 22. октобар 2005. | Нанкинг   |
| 8        | 3:36:13 | Жао Ченглијанг    | Кина       | 22. октобар 2005. | Нанкинг   |
| 9        | 3:36:20 | Хан Јученг        | Кина       | 27. фебруар 2005. | Нанинг    |
| 10       | 3:36:42 | Герман Скуригин   | Русија     | 27. август 2003.  | Париз     |

## Листа 10 најбољих остварења атлетичарки у дисциплини 50 километара ходање
Стање на дан 14. новембар 2024.
| Позиција | Време   | Име                  | Земља       | Датум              | Место     |
| -------- | ------- | -------------------- | ----------- | ------------------ | --------- |
| 1        | 3:50:42 | Јелена Лашманова     | Русија      | 5. септембар 2020. | Вороново  |
| 2        | 3:57:08 | Клавдија Афансјева   | Русија      | 15. јун 2019.      | Чебоксари |
| 3        | 3:59:15 | Хонг Лиу             | Кина        | 9. март 2019.      | Хуангшан  |
| 4        | 3:59:56 | Маргарита Никифорова | Русија      | 5. септембар 2020. | Вороново  |
| 5        | 4:03:51 | Маокуо Ли            | Кина        | 9. март 2019.      | Хуангшан  |
| 6        | 4:04:36 | Руи Лианг            | Кина        | 5. мај 2018.       | Таицанг   |
| 7        | 4:04:50 | Елеонора Ђорђи       | Италија     | 19. мај 2019.      | Алитус    |
| 8        | 4:05:46 | Јулија Такач         | Шпанија     | 19. мај 2019.      | Алитус    |
| 9        | 4:05:56 | Инес Енрикес         | Португалија | 13. август 2017.   | Лондон    |
| 10       | 4:07:30 | Фајинг Ма            | Кина        | 9. март 2019.      | Таицанг   |

## Освајачи медаља на највећим међународним такмичењима
- Освајачи олимпијских медаља у атлетици — 50 километара ходање за мушкарце
- Освајачи медаља на Светским првенствима — 50 километара ходање за мушкарце
- Освајачице медаља на Светским првенствима — 50 километара ходање за жене